# Гай Марій
Гай Марій (лат. Gaius Marius; 158/157 до н. е., Арпіно — 86 до н. е., Рим) — римський полководець, політичний діяч і лідер популярів. Сім разів був обраний консулом — більше, ніж будь-хто інший у Римській республіці: у 107, потім п'ять разів поспіль у 104, 103, 102, 101, 100 до н. е.; і ще у 86 до н. е.
Під час перших шести років консульства провів реорганізацію римської армії — ці реформи названі його ім'ям.
Мав сина від другого шлюбу Гая Марія Молодшого.

## Хронологія життя
- 157 до н. е. — Народився в Арпінумі
- 134 до н. е. — Військовий трибун
- 122 до н. е. — Квестор у Трансальпійській Галлії
- 120 до н. е. — Народний трибун
- 116 до н. е. — Претор
- 114 до н. е. — Призначено правителем Лузітанії
- 110 до н. е. — Одруження з Юлією, тіткою Юлія Цезаря
- 109 до н. е. — Повернувся на військову службу легатом Квінта Цецилія Метелла нумідійського
- 107 до н. е.
  - Перший консулат
  - Скасував земельний ценз на військову службу.
- 104 до н. е. — 100 до н. е. — П'ять років поспіль обирався консулом
- 101 до н. е. — Успішно воював проти німецьких племен.
- 91 до н. е. — 88 до н. е. — Очолював римську армію у Союзницької війні.
- 87 до н. е.
  - Увійшов в союз з Сульпіцієм, вимагаючи собі командування у війні проти Мітрідата.
  - Сулла взяв Рим, оспорюючи командування військом
  - Марій з сином втекли до Африки
  - Повернувся з вигнання з новою армією і за допомогою Луція Цінни підкорив Рим
- 86 до н. е.
  - Сьомий консулат
  - Помер у Римі 13 січня

## Походження і ранні роки
Марій народився в селі Цереати під Арпіном, в південній частині Лації. Ця місцевість була завойована римлянами в 305 році до н. е., а до 188 року її жителі отримали всі права римських громадян. Згідно з Плутархом, батьки Гая — батько того ж імені і мати Фульцинія — були зовсім незнатними і бідними людьми і заробляли на життя своєю працею, але інші джерела стверджують, що Марії належали до стану вершників.
У сучасній історіографії прийнято вважати, що інформація про низьке походження Марія має своїм джерелом ворожу йому традицію; насправді ж Марії були частиною несенатської аристократії, граючи досить важливу роль в житті свого муниципія. Вони знаходилися в близькій спорідненості з іншими знатними родами Арпіна — Гратідіямі і Тулліямі, були клієнтами Геренніїв і впливового римського сімейства Цециліїв Метеллів. Правда, існує думка, що з Метеллами Марієв не зв'язували стосунки «клієнт-патрон», а мала місце лише разова підтримка.
Народження Марія можна датувати лише приблизно на підставі повідомлень античних істориків про останні роки його життя. Так, Плутарх повідомляє, що в 87 році до н. е. Марію було «сімдесят з гаком», а у зв'язку з його смертю на початку 86 року говорить, що він прожив 70 років. Згідно з Гаєм Патеркулом, сімдесят з гаком Марію було вже в 88 році. Виходячи з цих даних, в історіографії народження Марія відносять до 158 або 157 року до н. е.; при цьому 158 рік, можливо, імовірніший.
У Гая Марія був молодший брат Марк, а також були сестри (їх кількість невідома), які стали дружинами місцевих аристократів, — Лузія, Гратідія і Бебія. Деякі джерела повідомляють, що Гай не здобув хорошої освіти: він не вивчив грецьку мову і на все життя зберіг байдужість до культури Еллади, «його розум, завдяки чесним заняттям незайманий», дозрів на військовій службі. Ймовірно, таким чином античні автори прагнули максимально протиставити Марія як «Homo novus» римському нобілітету тієї епохи. Насправді Марій повинен був здобути хорошу латиномовну освіту. Свою юність він провів на малій батьківщині, пізно познайомившись з міським життям (правда, це твердження може бути данню риторичної традиції, яка експлуатувала образ скромного і цнотливого селянина, далекого від міської метушні).

## Військова служба
Перші вісті про військову службу Гая Марія відносяться до 134—133 років до н. е., коли Сципіон Еміліан вів облогу іспанського міста Нуманція. Плутарх прямо називає Нумантійськую війну першою кампанією, в якій брав участь Марій; але згідно з Гаєм Саллюстієм, Марій пішов на військову службу, «ледве вік дозволив йому носити зброю», тобто в 17 років, в 141 або 140 року до н. е. У такому разі під Нуманцією він мав бути вже досвідченим військовим, таким, що мав певні заслуги. Це може пояснити і те, яким чином Марій попав в найближче оточення командувача і заслужив на його високі оцінки, які Плутарх приписує суто хоробрості і старанності Марія, проявленим їм в цій кампанії. Поряд з Марієм, до складу найближчого оточення Сципіона Еміліана входили багато інших молодих людей, що стали надалі видними політичними фігурами: Гай Семпроній Гракх, Квінт Фабій Максим (в майбутньому Аллоброгик), Семпроній Азелліон, Публій Рутілій Руф, Гай Меммій (можливо, народний трибун 111 року до н. е.), Гай Цецилій Метелл, нумідійський царевич Югурта.  Сципіону вдалося відновити дисципліну в армії і змусити нумантінців до беззастережної капітуляції. Можливо, його стиль командування в цій кампанії зробив істотний вплив на Гая Марія. Пізніше Марій висунув свою кандидатуру у військові трибуни і, хоча ніхто не знав його в обличчя, отримав голоси всіх триб завдяки своїм військовим подвигам (точного датування тут немає, мова може йти про 131—124 роки до н. е.). Про його заслуги на військовому терені може говорити і перелік винагород  вкладений у вуста Марія Саллюстієм: почесні списи (hasta pura), прапорець (vexillum), фалери «і інші військові нагороди».

## Військова реформа Марія
Тоді як у Римі точилася відчайдушна боротьба між оптиматами й популярами, майже на всіх рубежах Римської держави йшли війни з сусідніми народами. Це вимагало значного військового й матеріального напруження. Крім того, необхідно було тримати в покорі вже завойовані народи, де час від часу вибухали заворушення.
Завоювавши величезні території в Європі, Азії й Африці, Рим став великою світовою за тогочасними масштабами державою. Це значно ускладнювало функції державного управління. Форми державного устрою невеликої держави-міста уже не задовольняли потреби величезної країни: і Народні збори, що складалися з воїнів-громадян, і сенат, і магістратура стали непридатними для нової держави. У провінціях, які до того були лише об'єктом експлуатації, з'являються впливові групи місцевих рабовласників — землевласників, торговців, фінансистів. Вони прагнули рівності з римлянами, вимагали політичних прав і функцій. Дедалі більше римлян переселялось у провінції. Державний апарат повинен був представляти інтереси рабовласників усієї держави, а не тільки Риму.
Новим умовам не відповідав і давній принцип організації збройних сил як тимчасового ополчення вільних селян та ремісників. Армія мала бути і, по-суті, вже стала професійною, постійною. До того ж для збереження військової могутності Риму потрібна була численна армія — адже вона воювала на різних фронтах далеко за межами Італії.
Отже, все очевиднішою була потреба реформування системи державного управління, збройних сил та інших невідкладних перетворень, продиктованих вимогами часу. Тим часом простежується початок занепаду державної і військової системи Риму, ширяться продажність, підкупи, хабарництво. Ці явища спостерігаються і в середовищі воєначальників.

### Югуртинська війна
З усією яскравістю це виявилось наприкінці II ст. до н. е. під час Югуртинської війни. Внук вірного союзника Риму в Карфагенській війні царя Масинісси Югурта прагнув силою захопити усе Нумідійське царство, поділене Масиніссою між декількома синами. Югурта підкупив кількох римських сенаторів, різних політичних діячів, трибунів, домагаючись влади. Навіть командир римськими військами в Африці, отримавши від Югурти великі хабарі, відвів свої війська з території Нумідії. І хоч під тиском широкої громадськості Югурті була оголошена війна (111 р. до н. е.), велась вона Римом бездарно. Римські війська були змушені капітулювати.
Громадськість, обурена сенаторською олігархією, підкупною та корумпованою, і таким самим командувачем військами, вимагала над ними суду. Багатьох сенаторів, різних магістратів було засуджено і вигнано з Риму, а їхнє майно конфісковано. Командувачем в Африку призначено Квінта Цецилія Метелла, аристократа, але досвідченого полководця, сувору і непідкупну людину. Він завдав Югурті поразки, проте нумідійський цар перейшов до партизанської боротьби. Війна набула затяжного характеру. Для її завершення в Африку був виряджений новообраний консул Гай Марій. Він був з верстви «нових людей» (homo novus), походив з латинської сім'ї, яка жила в селі біля м. Арпіна. Марій з раннього віку служив в армії, був народним трибуном, претором. Потім служив легатом в Югуртинській війні у Метелла. Вирізняючись військовими здібностями, він мав великий авторитет серед війська, був близький до солдатів за складом думок і способом життя. Спеціальним рішенням Народних зборів Марію було доручено продовжувати війну з Югуртою. У 105 р. до н. е. він остаточно розбив і захопив у полон Югурту, якого незабаром у Римі було страчено.
Одночасно з Югуртинською війною римлянам довелось вести війну на півночі з кельтськими і германськими полчищами кімврів і тевтонів. У битвах коло Аквілеї (113 р. до н. е.) і Араузіона (105 р. до н. е.) римляни зазнали поразок. У останній битві загинуло близько 80 тис. римських воїнів. Подальше ведення війни знову доручили Гаю Марію.

### Військова реформа Гая Марія
Найперше Гай Марій розпочав реформу збройних сил (106—105 pp. до н. е.). Марій скасував попередній принцип комплектування легіонів, коли в армії могли служити лише громадяни, які мали земельну власність. Надалі вона повинна була комплектуватися лише на добровільних засадах, незалежно від майнового цензу, тобто вперше набирали в армію всіх охочих — неімущих, пролетарів, котрих було в державі дуже багато. Брали до уваги лише громадянство і придатність до військової служби. Оскільки воїни і офіцери одержували певну платню, озброєння, обмундирування і харчування, вони не були обтяжені турботою про своє господарство, сім'ї. Строк служби становив 16 років. Після цього воїни могли йти у відставку і наділялись землею. Так формувалося постійне професійне добре навчене військо.
Дещо змінено структуру війська. Основною бойовою одиницею залишався легіон, який поділявся на десять когорт. Когорта складалася з трьох маніпулів, маніпул — з двох центурій. У когорті було 500 або 600 осіб, отже, в легіоні — 5-6 тис. У кожній когорті були свої маніпули гастатів, принципів і тріаріїв. І озброєння, і місце в строю визначалися командирами, а не за майновим цензом. Кожний легіон мав свого срібного орла, номер і назву. В армії була встановлена жорстка дисципліна, солдати мусили постійно навчатися, працювати в таборі, прокладати дороги, споруджувати укріплення.
У результаті військової реформи Марія замість громадського ополчення сформувалася професійна, добре навчена римська армія, чисельність її зросла, боєздатність значно посилилась.
Реформа мала і значні політичні наслідки. Якщо раніше воїни прагнули якнайшвидше повернутись з військових походів додому, до господарства, сім'ї, то воїни Марія перетворились у солдат-професіоналів, інтереси котрих були цілком пов'язані з армією. Вони прагнули нових походів, воєн, які обіцяли їм здобич і збагачення. Змінились і відносини між полководцем та військом, яке самовіддано служило обдарованим, хоробрим командирам у переможних битвах. Солдати вірно служили полководцям не тільки у зовнішніх війнах — при потребі вони зі зброєю підтримували їхні політичні вимоги.
Перехід до системи добровільної професійної армії немало сприяв виникненню громадянських воєн наступного періоду, наклав певний відбиток на весь хід внутрішньої боротьби періоду республіки. З реформованою армією Марій 102 р. до н. е. розбив тевтонів, а в 101 р. до н. е. у грандіозній битві біля Варцелл у Північній Італії — майже повністю знищив близько 70-тисячну армію кімврів. Марій досяг у державі великої влади і популярності. Всупереч тодішнім законам упродовж короткого часу (восьми років) його 6 разів обирали консулом. Це був один з перших кроків до встановлення довготривалої військової диктатури.
Військова реформа Марія сприяла перетворенню армії в серйозну політичну силу.

## Реформи Марія римської армії
Основа реформ Марія полягала у включенні римських громадян, які не мають землі, до числа тих, що підлягають призову. Оскільки більшість громадян були бідні й не могли забезпечити купівлю озброєння, Марій визначив порядок постачання їх зброєю. Він запропонував позбавити солдатів цивільних прав, але, з іншого боку, солдатам належали всі трофеї, які вони можуть здобути на війні. Не маючи надії отримати суспільний статус іншими шляхами, народні маси стали стікатися під прапори Марія. Ці професійні солдати зараховувалися в армію на 25-річний термін.
Маючи постійну армію, Марій отримав можливість стандартизувати навчання та обладнання в усіх римських легіонах. Тренування та навчання тривали протягом року, крім тих випадків, коли була термінова необхідність у війську. Марій організував легіони наступним чином. Повністю укомплектований легіон складався з приблизно із 6000 чоловік, з яких тільки 5200 були солдатами. Решта класифікувалися як невійськові. Легіон поділявся на 10 когорт з 6 центурій кожна та 10 центурій у першій когорті. Центурія складалася з 100 чоловік і поділялася на групи по 10 чоловік (лат. contubernia), які в таборі жили та їли разом. Центурія в битві, на марші і в таборі діяла як бойова одиниця. Центурія перевозила з собою всю свою зброю, особисті речі, продовольство і підтримувала всі свої бойові одиниці. Ці заходи зменшували розмір обозу і робили армію мобільнішою. Незабаром легіони досягли вершини фізичних кондицій і дисципліни, неперевершених у стародавньому світі. Це була друга важлива реформа, що збільшила військову міць Риму.
Третя реформа, яку зміг провести Марій, полягала у нагородженні ветеранів земельними наділами. Римські громадяни, які відслужили свій термін, отримували грошову пенсію і ділянку землі в завойованому регіоні, в якому вони вийшли у відставку.
Нарешті, Марій пропонував повне римське громадянство всім італійським союзникам, які відслужать встановлений термін у римській армії.

## Початок цивільної кар'єри
Свою цивільну кар'єру Марій почав з висунення кандидатури на місцевих виборах в Арпіні. Тут він зазнав поразки; проте пізніше він добився квестури в Римі і «увірвався в сенат». Про цей перший його крок по cursus honorum невідомо нічого, включаючи дату; є лише припущення, що Марій був квестором не пізніше 122 року до н. е. або в 121 році до н. е. У 119 році до н. е. Марій став народним трибуном за підтримки одного з Метеллів — можливо, Луція Цецилія (пізніше за Далматик), що добився консульства на той же рік, але є і інші гіпотези. Це був час гострої внутрішньополітичної боротьби, що не припинилася із загибеллю Гая Гракха (121 рік до н. е.). Марій запропонував закон, що змінював порядок подачі голосів на виборах таким чином, що зменшувався вплив знаті, і здолав опір цій ініціативі обох консулів, вдавшись навіть до арешту свого заступника Метелла. Але в той же час він добився відмови від хлібних роздач плебсові і таким чином завоював репутацію мужнього і незалежного політика. Є припущення, «що будь-який хлібний закон в цей час уточнював положення закону Гая Гракха і що Плутарх невірно зрозумів дію, метою якої було збереження недоторканості щедрих правил розподілу зерна», що діяли, тобто Марій діяв якраз на користь народу.  Пізніше (Плутарх говорить про наступний рік, але імовірніший 117 рік до н. е.) Марій висунув свою кандидатуру в еділи, але частина нобілітету зайняла ворожу по відношенню до нього позицію. Зрозумівши, що в курульні еділи йому не пройти, Марій спробував балотуватися в плебейські еділи, але і тут зазнав поразки. 116 року до н. е. він все ж переміг на виборах в претори, хоча і виявився лише на шостому місці по числу набраних голосів, але відразу був звинувачений в підкупі виборців і насилу відвів це звинувачення. Небагатий подіями рік Марій провів в Римі, а наступного року був направлений до Далекої Іспанії з повноваженнями пропретора або проконсула. Тут він успішно боровся з «розбійниками». Коли закінчилося його намісництво, невідомо; можливо, він повернувся до Риму в 113 році до н. е. У подальші роки Марій одружувався на Юлії, представниці старовинного патриціанського роду, чоловіки з якого, проте, вже давно не піднімалися вище претури. Цей шлюб, укладений, мабуть, незадовго до 110 року до н. е., сприяв збільшенню впливу Марія і зробив його членом вищого суспільства.

## Сім'я
Гай Марій був одружений (приблизно з 110 року до н. е.) на патриціанці Юлії, від якої народився його єдиний син Гай Марій Молодший, який продовжив боротьбу з Суллою після смерті батька. У Плутарха згадується пасинок Марія Граній, що супроводжував дядька в його втечі з Італії. Син сестри Марія Гай Лузій служив на посаді військового трибуна в Галлії, в армії, що чекала германців. Його убив легіонер, якого він домагався, і Марій, дізнавшись про все, виправдав вбивцю. Ще один племінник Марія по жіночій лінії — Марк Марій Гратідіан — був усиновлений іншим дядьком, Марком Марієм, і пройшов частину cursus honorum до претури включно.  Дехто Гай Амацій в 44 році до н. е. видавав себе за сина або внука  Гая Марія.